# John Cairncross
John Cairncross (Lesmahagow, Escocia, 25 de julio de 1913-Herefordshire, Inglaterra, 8 de octubre de 1995) fue un funcionario británico que trabajó como oficial de inteligencia y espía durante la Segunda Guerra Mundial. Como agente doble, les brindó a los soviéticos los códigos Lorenz e influyó de manera considerable en el devenir de la batalla de Kursk. Durante los años noventa se le identificó como el «quinto hombre» de la conocida red de espionaje de Cambridge, que incluía a Kim Philby, Guy Burgess, Donald Maclean y Anthony Blunt.